# Guazuma
Genre
Guazuma est un genre de plantes de la famille des Malvacées.

## Liste des espèces
Selon Catalogue of Life (19 juillet 2017) :
- Guazuma crinita Mart.
- Guazuma invira (Willd.) G. Don
- Guazuma ulmifolia Lam.